# Hugo Gaston
Hugo Gaston (født 26. september 2000 i Toulouse, Frankrig) er en professionel tennisspiller fra Frankrig.